# ダルトン・スミス
ダルトン・スミス（Dalton Smith、1997年2月8日 - ）は、イギリスの男性プロボクサー。イングランド・シェフィールド出身。エディー・ハーン率いるマッチルーム・ボクシング所属。

## 来歴

### アマチュア
2014年、ザグレブで行われたヨーロッパユース選手権のライト級で銀メダルを、2015年、アピアで行われたコモンウェルスユースゲームズでライト級で銅メダルを獲得し、2018年、ロンドンで行われたABA選手権でライトウェルター級で金メダルを獲得した。

### プロ
2019年3月21日、エディー・ハーン率いるマッチルーム・ボクシングと契約した。
2019年5月10日、ノッティンガムでプロデビュー戦を行い判定勝ち。
2021年5月15日、マンチェスターのAOアリーナでリー・アップルヤードとBBBofCイングランドスーパーライト級王座決定戦を行い、6回2分44秒TKO勝ちを収め王座獲得に成功した。
2021年8月10日、スミスはマッチルーム・ボクシングと新たに5試合の契約を結んだ。
2021年9月10日、ケルンテン州クラーゲンフルトのヴェルターゼー・シュタディオンでブライアン・ペラエズとWBAインターコンチネンタルスーパーライト級王座決定戦を行い、10回3-0の判定勝ちを収め王座獲得に成功した。
2022年3月26日、リーズのファースト・ダイレクト・アリーナでレイ・モイレットとWBCインターナショナルシルバー・スーパーライト級王座決定戦を行い、10回49秒TKO勝ちを収め王座獲得に成功した。
2022年6月4日、カーディフのモーターポイント・アリーナ・カーディフでマウロ・ペルーネとWBCインターナショナルシルバー・スーパーライト級タイトルマッチを行い、6回終了後にペルーネが棄権したためTKO勝ちを収めインターナショナルシルバー王座の初防衛に成功した。
2022年8月6日、地元シェフィールドのシェフィールド・アリーナでサム・オメゾンとBBBofC英国スーパーライト級王座決定戦を行い、6回2分55秒TKO勝ちを収めイングランド王座に次ぐBBBofCの2種王座制覇を果たした。
2022年11月12日、マンチェスターのマンチェスター・アリーナでカイシー・ベンジャミンとBBBofC英国スーパーライト級タイトルマッチを行い、12回3-0の判定勝ちを収め初防衛に成功した。
2023年2月18日、ノッティンガムのモーターポイント・アリーナ・ノッティンガムでビリー・アリントンとBBBofC英国スーパーライト級タイトルマッチを行い、12回3-0の判定勝ちを収め2度目の防衛に成功した。
2023年7月1日、地元シェフィールドのシェフィールド・アリーナでサム・マクスウェルとコモンウェルススーパーライト級王座決定戦およびBBBofC英国同級タイトルマッチを行い、7回1分34秒TKO勝ちを収めコモンウェルス王座獲得とBBBofC英国王座の3度目の防衛に成功した。
2024年3月23日、地元シェフィールドのシェフィールド・アリーナでホセ・セペダとWBCシルバースーパーライト級王座決定戦を行い、5回1分25秒TKO勝ちを収め王座獲得に成功、インターナショナルシルバー王座に次ぐシルバー王座の2種王座制覇を果たした。
2024年3月27日、スミスはマッチルーム・ボクシングとの契約延長を表明した。
2025年1月25日、ノッティンガムのモーターポイント・アリーナ・ノッティンガムでワリド・ウイザとEBU欧州スーパーライト級王座決定戦およびWBCシルバー同級タイトルマッチを行い、初回3分TKO勝ちを収めEBU王座獲得とWBCシルバー王座の初防衛に成功した。
2025年2月14日、WBCはWBC世界スーパーライト級2位のスミスをWBC世界同級王者アルベルト・プエジョの指名挑戦者として認定した。
2025年4月19日、シェフィールドのキヤノン・メディカル・アリーナにてIBF世界スーパーライト級14位のマチュー・ジャーメインとWBCシルバー同級タイトルマッチを行い、最終回でローブローにより1点減点されるも12回3-0（119-105×2、117-107）判定勝ちを収め2度目の防衛に成功した。
2025年7月12日、WBC世界スーパーライト級王者のアルベルト・プエジョに勝利し新王者となったスブリエル・マティアスと同級1位のスミスとの指名戦が同年11月に行われる予定であることが発表された。

## 戦績
- プロボクシング：18戦 18勝 （13KO） 無敗

| 戦           | 日付           | 勝敗 | 時間     | 内容     | 対戦相手               | 国籍           | 備考                                                      |
| ------------ | -------------- | ---- | -------- | -------- | ---------------------- | -------------- | --------------------------------------------------------- |
| 1            | 2019年5月10日  | ☆    | 4R       | 判定     | ルカ・レスコビッチ     | クロアチア     | プロデビュー戦                                            |
| 2            | 2019年7月20日  | ☆    | 2R 終了  | TKO      | イブラル・リヤズ       | イングランド   |                                                           |
| 3            | 2019年10月11日 | ☆    | 3R       | TKO      | マルコ・ラデノヴィッチ | セルビア       |                                                           |
| 4            | 2019年11月2日  | ☆    | 3R 2:47  | TKO      | マイケル・カレロ       | ニカラグア     |                                                           |
| 5            | 2020年3月7日   | ☆    | 4R 0:18  | TKO      | ベンソン・ニラウィラ   | タンザニア     |                                                           |
| 6            | 2020年8月1日   | ☆    | 5R 2:57  | KO       | ネイサン・ベネット     | イギリス       |                                                           |
| 7            | 2021年2月13日  | ☆    | 3R 終了  | TKO      | イシュマエル・エリス   | イングランド   |                                                           |
| 8            | 2021年5月15日  | ☆    | 6R 2:44  | TKO      | リー・アップルヤード   | イングランド   | BBBofCイングランドスーパーライト級王座決定戦              |
| 9            | 2021年9月10日  | ☆    | 10R      | 判定 3-0 | ブライアン・ペラエズ   | スペイン       | WBAインターコンチネンタルスーパーライト級王座決定戦       |
| 10           | 2022年3月26日  | ☆    | 10R 0:49 | TKO      | レイ・モイレット       | アイルランド   | WBCインターナショナルシルバー・スーパーライト級王座決定戦 |
| 11           | 2022年6月4日   | ☆    | 6R 終了  | TKO      | マウロ・ペルーネ       | アルゼンチン   | WBCインターナショナルシルバー防衛1                        |
| 12           | 2022年8月6日   | ☆    | 6R 2:55  | TKO      | サム・オメゾン         | イングランド   | BBBofC英国スーパーライト級王座決定戦                      |
| 13           | 2022年11月12日 | ☆    | 12R      | 判定 3-0 | カイシー・ベンジャミン | イングランド   | BBBofC英国防衛1                                           |
| 14           | 2023年2月18日  | ☆    | 12R      | 判定 3-0 | ビリー・アリントン     | イングランド   | BBBofC英国防衛2                                           |
| 15           | 2023年7月1日   | ☆    | 7R 1:34  | TKO      | サム・マクスウェル     | イギリス       | コモンウェルススーパーライト級王座決定戦 BBBofC英国防衛3  |
| 16           | 2024年3月23日  | ☆    | 5R 1:25  | TKO      | ホセ・セペダ           | アメリカ合衆国 | WBCシルバー・スーパーライト級王座決定戦                   |
| 17           | 2025年1月25日  | ☆    | 1R 3:00  | TKO      | ワリド・ウイザ         | フランス       | EBU欧州スーパーライト級王座決定戦 WBCシルバー防衛1        |
| 18           | 2025年4月19日  | ☆    | 12R      | 判定 3-0 | マチュー・ジャーメイン | カナダ         | WBCシルバー防衛2                                          |
| 19           | 2025年11月22日 |      |          |          | スブリエル・マティアス | プエルトリコ   | WBC世界スーパーライト級タイトルマッチ 試合前              |
| テンプレート |                |      |          |          |                        |                |                                                           |

## 獲得タイトル
- アマチュア
  - 2014年ヨーロッパユース選手権ライト級銀メダル
  - 2015年コモンウェルスユースゲームズライト級銅メダル
  - 2018年ABA選手権ライトウェルター級金メダル
- プロボクシング
  - BBBofCイングランドスーパーライト級王座
  - WBAインターコンチネンタルスーパーライト級王座
  - WBCインターナショナルスーパーライト級シルバー王座
  - BBBofC英国スーパーライト級王座
  - コモンウェルス英連邦スーパーライト級王座
  - WBCスーパーライト級シルバー王座
  - EBU欧州スーパーライト級王座